# Championnat du Timor oriental de football 2017
Navigation
Saison précédente Saison suivante
La saison 2017 du Championnat du Timor oriental de football est la seconde édition de la Primeira Divisaun, le championnat de première division au Timor oriental. La compétition se dispute sous la forme d'une poule unique où toutes les équipes se rencontrent à deux reprises. A l'issue de la saison, les deux derniers sont relégués et remplacés par les deux meilleures formations de Segunda Divisaun.
C'est le Karketu Dili FC qui remporte le championnat après avoir terminé en tête du classement final, avec trois points d'avance sur l'AS Ponta Leste et cinq sur Carsae FC. Il s’agit du tout premier titre de champion du Timor oriental de l'histoire du club.

## Les clubs participants
- Karketu Dili FC
- Sport Laulara e Benfica
- Carsae FC
- Porto Taibesse FC
- CF Académica
- AS Ponta Leste
- Cacusan CF - Promu de D2
- Zebra CF - Promu de D2

## Compétition
Le barème de points servant à établir le classement se décompose ainsi :
- Victoire : 3 points
- Match nul : 1 point
- Défaite : 0 point

### Phase régulière
| Rang | Équipe                   | Pts | J  | G | N | P  | Bp | Bc | Diff |  | Résultats (▼ dom., ► ext.) | Kar  | PLe | Car | Ben | Aca | Cac | Zeb  | PTa |
| ---- | ------------------------ | --- | -- | - | - | -- | -- | -- | ---- |  | -------------------------- | ---- | --- | --- | --- | --- | --- | ---- | --- |
| 1    | Karketu Dili FC          | 28  | 14 | 8 | 4 | 2  | 43 | 15 | +28  |  | Karketu Dili FC            |      | 1-1 | 3-2 | 1-0 | 0-1 | 9-1 | 10-3 | 3-0 |
| 2    | AS Ponta Leste           | 25  | 14 | 7 | 4 | 3  | 28 | 16 | +12  |  | AS Ponta Leste             | 1-2  |     | 2-1 | 2-2 | 1-1 | 3-2 | 0-0  | 5-0 |
| 3    | Carsae FC                | 23  | 14 | 6 | 5 | 3  | 21 | 16 | +5   |  | Carsae FC                  | 1-1  | 1-0 |     | 1-3 | 1-1 | 3-2 | 1-1  | 5-1 |
| 4    | Sport Laulara e BenficaT | 21  | 14 | 6 | 3 | 5  | 20 | 15 | +5   |  | Sport Laulara e BenficaT   | 2-0  | 2-3 | 0-1 |     | 0-0 | 0-1 | 3-1  | 2-1 |
| 5    | CF Académica             | 18  | 14 | 4 | 6 | 4  | 14 | 12 | +2   |  | CF Académica               | 1-2  | 0-1 | 0-0 | 1-2 |     | 1-1 | 1-0  | 2-1 |
| 6    | Cacusan CFP              | 18  | 14 | 4 | 6 | 4  | 22 | 29 | -7   |  | Cacusan CFP                | 0-0  | 3-2 | 1-1 | 2-1 | 2-2 |     | 1-2  | 3-3 |
| 7    | Zebra CFP                | 12  | 14 | 2 | 6 | 6  | 17 | 29 | -12  |  | Zebra CFP                  | 1-1  | 1-3 | 1-2 | 1-1 | 0-3 | 1-1 |      | 1-1 |
| 8    | Porto Taibesse FC        | 5   | 14 | 1 | 2 | 11 | 11 | 44 | -33  |  | Porto Taibesse FC          | 1-10 | 0-4 | 0-1 | 0-2 | 1-0 | 1-2 | 1-4  |     |

|  | Champion du Timor oriental 2017                                                           |
|  | Relégation en Segunda Divisuan                                                            |
|  | T : Tenant du titre P : Promu de Segunda Divisuan C : Vainqueur de la Taça 12 de Novembro |

## Bilan de la saison
| Championnat du Timor oriental de football 2017 |                             |
| Champion                                       | Karketu Dili FC (1er titre) |
| Coupes et trophées                             |                             |
| Vainqueur de la Coupe du Timor oriental 2017   | Atlético Ultramar (D2)      |
| Qualifications continentales                   |                             |
| Coupe de l'AFC 2018                            | Aucun                       |
| Promotions et relégations                      |                             |
| Promus en Primeira Divisuan                    | DIT FC                      |
| Promus en Primeira Divisuan                    | Atlético Ultramar           |
| Relégués en Segunda Divisuan                   | Zebra CF                    |
| Relégués en Segunda Divisuan                   | Porto Taibesse FC           |